# Artemidor Anicet
Artemidor Anicet (grec antic: Ἀρτημίδωρος ὁ Ἀνίκητος, 'Artemidor l'Invencible') fou un rei indogrec que va governar a Gandhara i Pushkalavati al nord del modern Pakistan i Afganistan. Porta un nom grec tradicional i apareix a les seves monedes amb estil hel·lenístic i junt amb deïtats hel·lèniques, però en una moneda descrita pel numismàtic R.C. Senior, Artemidor proclama ser fill del rei indoescita Maues. Aquesta moneda permet una datació més aproximada del seu regnat i aporta nova llum a la identitat ètnica transitòria durant el declivi del regne Indogrec. Mentre Maues era el "Gran rei de reis", Artemidor només es va titular rei; sembla que només va regir una petita part dels dominis paterns i la corona i el territori li foren disputats per altres reis com Menandre II, o potser foren reis al mateix temps sota l'autoritat superior de Maues; les monedes de Menandre II s'han trobat juntes amb les d'Artemidor i les d'Apol·lòdot II.
Osmund Bopearachchi el datava vers 85-80 aC abans de l'aparició de la moneda de Maues. Senior el data entre 100 i 80 aC, ja que atorga a Maues una data anterior.

## Monedes
Durant els anys noranta del segle xx van aparèixer nous tipus de monedes d'Artèmidor de qualitat variable. R.C. Senior suggereix que les va encunyar en fàbriques temporals potser perquè no dominava cap gran ciutat; totes les monedes són bilingües, grec i indi.
A les de plata apareix el bust del rei amb diadema o casc i al revers Artemisa mirant a dreta o a esquerra, Nice igualment mirant als dos costats, o el rei a cavall. Artemisa, la deessa epònima de la cacera, es veu utilitzant un arc corbat que sembla dels típics de les tribus escites i ajuda a reforçar la seva afiliació amb aquestos.
A les de bronze apareixen Artemisa i al darrere un brau o Artemisa i darrere un lleó.